# Saagar
Saagar è un film indiano del 1985 diretto da Ramesh Sippy.

## Premi
- Filmfare Awards
  - 1986: "Best Actor" (Kamal Haasan), "Best Actress" (Dimple Kapadia), "Best Cinematography" (S.M. Anwar), "Best Male Playback Singer" (Kishore Kumar - Saagar Kinare)
- Bengal Film Journalists' Association Awards (BFJA Awards)
  - 1986: "Best Supporting Actor" (Kamal Haasan)